# Sardin
Sardin (Sardina pilchardus), også kaldet europæisk sardin eller almindelig sardin, er en fiskeart, som tillhører sildefamilien, og som lever i saltvand i det nordøstlige Atlanten, Sortehavet og Middelhavet på dybder mellem 10 og 100 m. Den er den eneste art i sin slægt, Sardina, men der findes nærtbeslægtede fiskearter, som fanges og sælges under navnet "sardin" eller "sardiner", fx Sardinops sagax.
Den konserveres i smør eller vegetabilsk olie især i Frankrig, Nordafrika og Portugal og serveres med ristet brød og citron. 
Sardiner spiser plankton, som er små organismer der flyder frit rundt i havet. 
| Fisk | Spire Denne artikel om fisk er en spire som bør udbygges. Du er velkommen til at hjælpe Wikipedia ved at udvide den. |